# Nathan Hart
Nathan Hart (né le 4 mars 1993 à Canberra) est un coureur cycliste australien. Spécialisé en vitesse par équipes, il a notamment été médaillé de bronze de cette discipline aux Jeux du Commonwealth de 2014 à Glasgow, ainsi qu'aux mondiaux 2020 à Berlin. Il a également pris la quatrième place aux Jeux olympiques de 2016 à Rio.

## Palmarès

### Jeux olympiques
- Rio 2016
  - 4e de la vitesse par équipes
- Tokyo 2020
  - 4e de la vitesse par équipes
  - 21e de la vitesse individuelle

### Championnats du monde
| Édition / Épreuve              | Vitesse individuelle | Vitesse par équipes |
| Saint-Quentin-en-Yvelines 2015 |                      | 6e                  |
| Londres 2016                   |                      | 5e                  |
| Hong Kong 2017                 |                      | 6e                  |
| Pruszków 2019                  | 6e                   | 6e                  |
| Berlin 2020                    | 15e                  | Bronze              |

### Coupe du monde
- 2018-2019
  - 1er de la vitesse à Cambridge
  - 2e de la vitesse par équipes à Cambridge

### Jeux du Commonwealth
- Glasgow 2014
  -  Médaillé de bronze de la vitesse par équipes

### Championnats d'Océanie
| Édition / Épreuve       | Vitesse individuelle | Vitesse par équipes | Poursuite par équipes |
| Adélaïde 2010 (juniors) |                      | Bronze              | Bronze                |
| Adélaïde 2012           |                      | Bronze              |                       |
| Invercargill 2013       |                      | Bronze              |                       |
| Cambridge 2017          |                      | Argent              |                       |
| Adélaïde 2018           | Argent               | Argent              |                       |
| Invercargill 2019       |                      | Argent              |                       |
| Brisbane 2023           |                      | Or                  |                       |

### Championnats d'Australie
- 2019
  -  Champion d'Australie de vitesse individuelle